# 東京クーデター・Xデー日曜日
『東京クーデター・Xデー日曜日』（とうきょうクーデター・Xデーにちようび）は、1980年2月23日に「土曜ワイド劇場」枠（21時2分 - 22時51分）で単発テレビドラマとして放送された。主演：中村敦夫、監督：中島貞夫。

## 概要
主演の中村演じる千波貞之が塾長の右翼結社「千郷塾」の塾生ら右翼系の農本主義者が199X年2月に"蜂起"してテレビ局を占拠するストーリー。右翼団体の興国社社主・村瀬英幸が東映芸能ビデオに企画を持ち込み、東映芸能ビデオがテレビ朝日に話を持って行き、制作が決まった。話が広がると大きな問題となり、国会でも取り上げられた。当時、ソ連にシッポを振ってモスクワオリンピックの独占放送を獲得したテレビ朝日が、右翼の激しい抗議に晒され、音を上げたため、右翼をなだめるために放送を決めたとされる。
放送当日の各新聞テレビ欄には、本作の箇所に「未来恐怖サスペンス」のサブタイトルが付いていた。

## キャスト
- 千波貞之：中村敦夫
- 山口果林
- 晶子：結城しのぶ
- 工藤：高橋長英
- 牧：三上真一郎
- 元国防大臣・畠中：佐藤慶
- 今井：中尾彬
- 首相：南原宏治
- 警視総監：金子信雄
- 足立：小林稔侍
- 成田三樹夫
- 野口貴史[1]
- 寺岡：成瀬正
- 岩崎：根岸一正

## スタッフ
- 監督 - 中島貞夫
- 脚本 - 神波史男、奥山貞行（奥山耕平）[2]
- 音楽 - 津島利章
- 制作 - 東映芸能ビデオ、テレビ朝日[1]